# Трубно-ждрелни мишић
Трубно-ждрелни или салпингофарингеални мишић (лат. musculus salpingopharyngeus) је мали мишићни сноп који улази у састав непчано-ждрелног мишића, али га неки аутори описују и као засебан мишић. Простире се од хрскавичавог дела слушне трубе до палатофарингеалног мишића.
У његовој инервацији учествује живац луталац, који се налази у склопу тзв. ждрелног сплета. Основна функција трубно-ждрелног мишића је подизање истоименог слузокожног набора на бочном зиду ждрела током акта гутања.